# Challenger de Binghamton 2014
El Levene Gouldin & Thompson Tennis Challenger 2014 fue un torneo de tenis profesional jugado en canchas de tierra batida. Se disputó la 16.ª edición del torneo que formó parte del circuito ATP Challenger Tour 2014. Se llevó a cabo en Binghamton, Estados Unidos entre el 14 y el 20 de julio de 2014.